# 김유성 (2002년)
김유성(2002년 1월 1일 ~ )은 KBO 리그 두산 베어스의 투수이다.

## 두산 베어스시절
2023년에 입단하였다. 2023년 4월 28일 SSG 랜더스와의 경기에 구원 등판하며 데뷔 첫 경기를 치렀고, 경기에서 1이닝 무실점을 기록했다.

## 에피소드
- 2021년 KBO 리그 신인 드래프트에서 NC 다이노스의 1차 지명을 받았으나 학교 폭력 논란으로 인해 구단에서 지명을 철회했다.

## 논란
- 학교 폭력 가해자로 밝혀져 논란이 일었다.

## 출신 학교
- 김해삼성초등학교
- 경남 내동중학교
- 김해고등학교
- 고려대학교 체육교육과 21학번 (중퇴)